# Grosseto-Prugna
Grosseto-Prugna (korsisch U Grussetu) ist eine französische Gemeinde im südlichen Teil der Insel Korsika mit 3.645 Einwohnern (Stand: 1. Januar 2022) im Département Corse-du-Sud. Grosseto-Prugna gehört zum Arrondissement Ajaccio und zum Kanton Taravo-Ornano. Die Einwohner werden Grossetais  (korsisch: Grussitacci) genannt.

## Geographie
Grosseto-Prugna erstreckt sich vom Golf von Ajaccio (mit der Ortschaft Porticcio direkt am Mittelmeer) bis weit ins Hinterland. Der Kernort liegt am Flüsschen Marcuggio, einem Zufluss des Taravo. Umgeben wird Grosseto-Prugna von den Nachbargemeinden Ajaccio im Norden und Nordwesten, Bastelicaccia und Cauro im Norden, Bastelica im Nordosten, Santa-Maria-Siché im Osten, Cardo-Torgia im Südosten sowie Albitreccia im Süden.
Die Gemeinde liegt im Weinbaugebiet Ajaccio. Durch die Gemeinde führt die Route nationale 196.

## Bevölkerungsentwicklung
| 1962 | 1968 | 1975 | 1982 | 1990 | 1999 | 2006 | 2012 | 2020 |
| ---- | ---- | ---- | ---- | ---- | ---- | ---- | ---- | ---- |
| 422  | 444  | 843  | 1542 | 1943 | 2152 | 2584 | 2690 | 3398 |

## Sehenswürdigkeiten
- Pfarrkirche Saint-Césaire, vermutlich mit Ursprüngen aus dem Mittelalter, Erweiterungen und Restaurierung im 19. Jahrhundert
- Kirche Saint-Jean-François-Régis
- Kapelle Notre-Dame-de-Lourdes
- Turm Capitello aus der Genueser Zeit
- Zahlreiche befestigte Häuser aus dem 16. Jahrhundert
- Hafen und Seebad von Porticcio

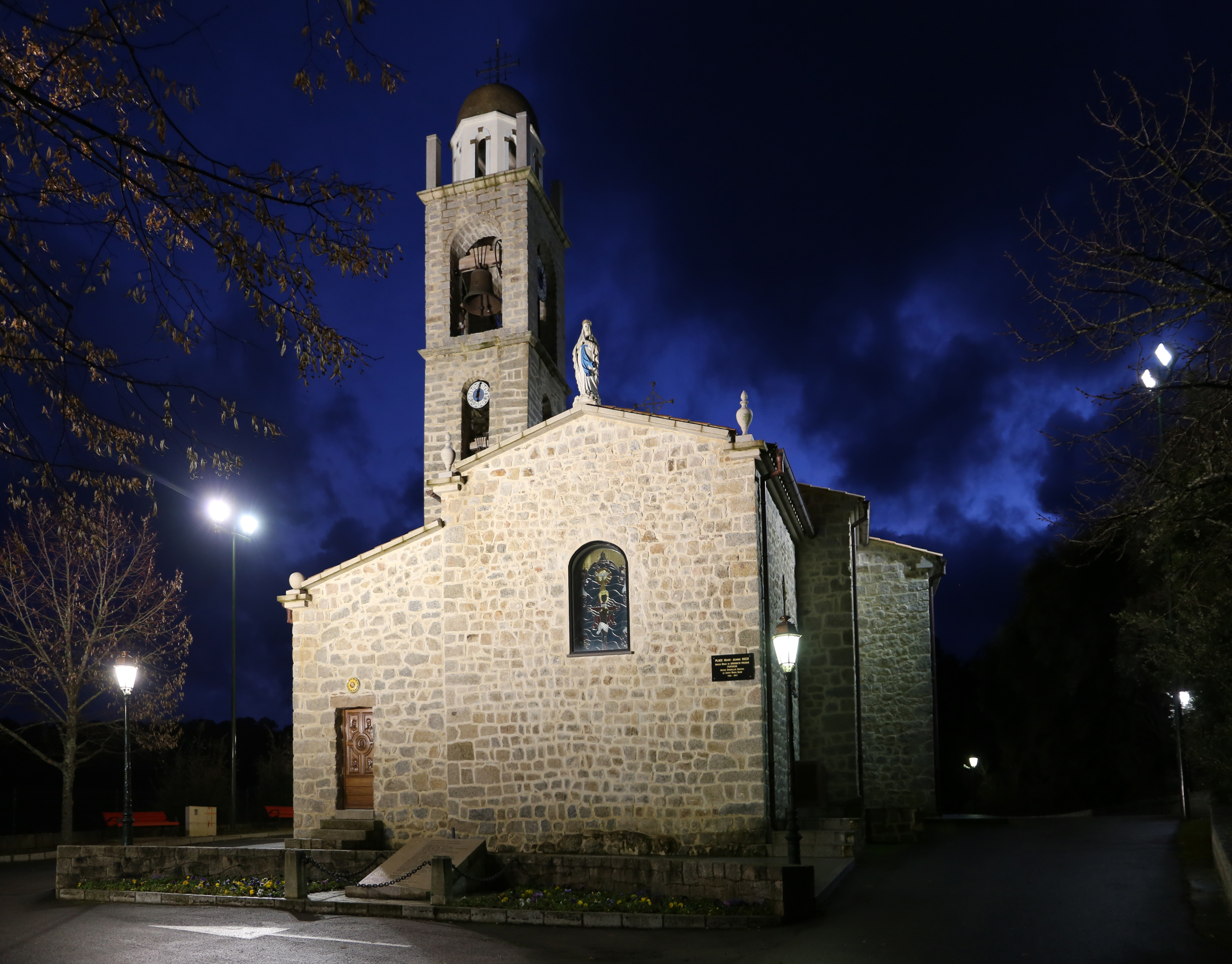
Kirche Saint-Césaire
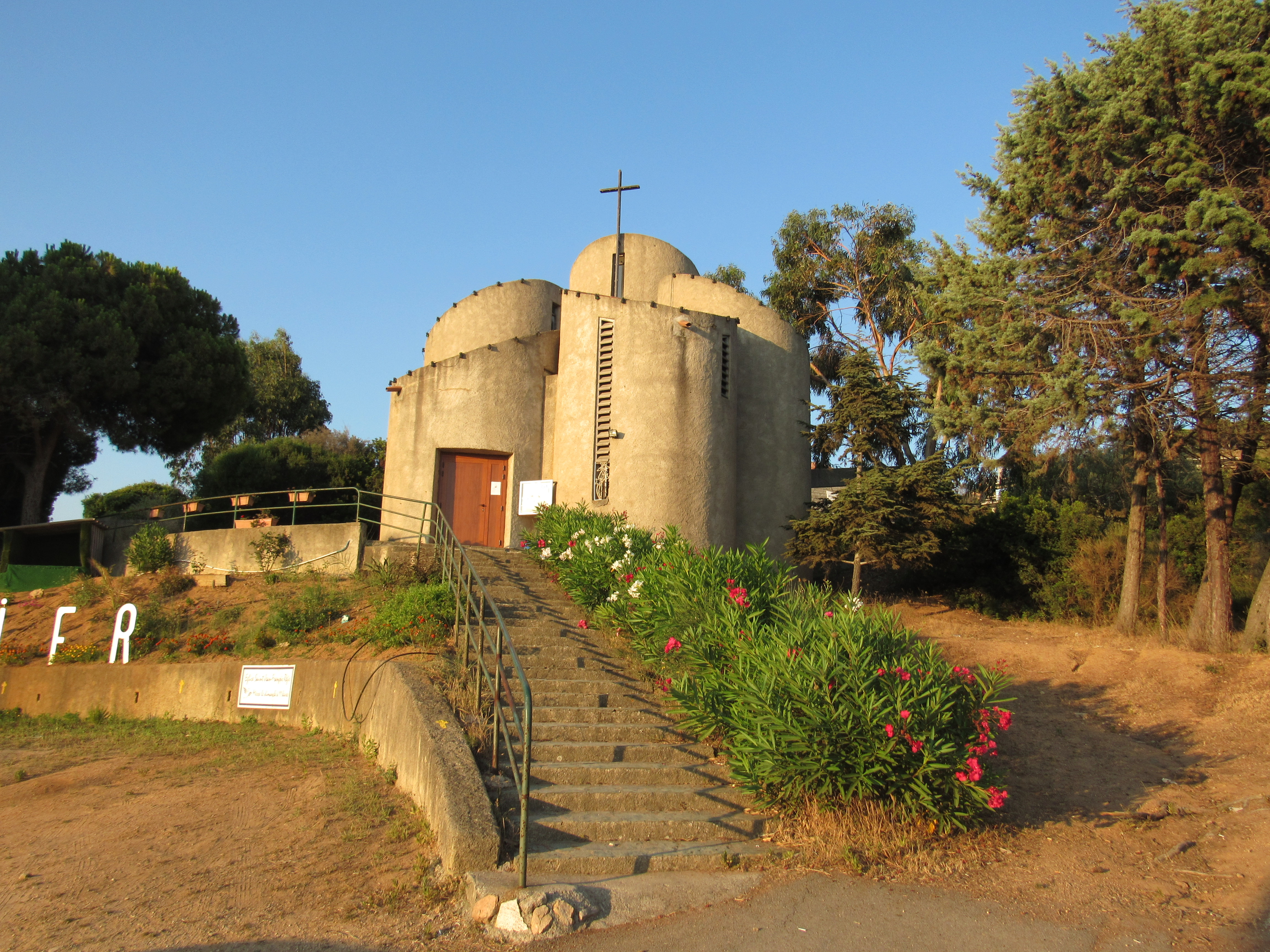
Kirche Saint-Jean-François-Régis

## Persönlichkeiten
- Paul-François Grossetti (1861–1918), Divisionsgeneral; sein Vater stammte aus Grosseto-Prugna
- Marielle Goitschel (* 1945), Skiläuferin (Slalom und Riesenslalom), lebt in Grosseto-Prugna